# مركز التدريب الأولمبي (ريو دي جانيرو)
مركز التدريب الأولمبي (بالبرتغالية: Centro Olímpico de Treinamento) هو مركز تدريبي رياضي في البرازيل في بارا دا تيجوكا، جرى افتتاحه بعد انتهاء الألعاب الأولمبية الصيفية 2016 والألعاب البارالمبية الصيفية 2016. يستخدم المركز ستة أماكن جرى استخدامها في الاولمبياد 2016، بالإضافة إلى عدد من المرافق الجديدة التي تم إنشاؤها في حديقة بارا الأولمبية.